# Вессель, Йохан
Юхан Ге́рман Ве́ссель (норв. Johan Herman Wessel; 6 октября 1742 года, Вестбю, Норвегия — 29 декабря 1785 года, Копенгаген, Дания) — норвежский и датский поэт, автор сатирических поэм, стихотворных посланий, эпиграмм, драматических произведений; мастер распространенного в датской и норвежской литературе предромантической эпохи жанра так называемого комического рассказа в стихах, многие из которых создавал в порядке импровизации. Издавал сатирический еженедельник «Вотр сервитер онуази!» («Ваш слуга, бездельники!», 1784), был одним из основателей «Норвежского общества» (1772—1813) — своего рода литературного клуба патриотически настроенных норвежцев, живших в Копенгагене.

## Биография
Йохан Херман Вессель родился 6 октября 1742 года в Вестбю (Акерсхус, Норвегия) в семье священника и был старшим братом математика Каспара Весселя.
Как литератор, Вессель известен прежде всего за его чувство юмора и большое количество сатирический стихов-сказок (ред. 1784—1785), рассказывающих о человеческой глупости и несправедливости, самой известной из которых является «Кузнец и булочник» («Smeden og Bageren»).
Стиль Весселя преднамеренно сложный и в то же самое время изящный и остроумный. Другой его жанр — эпиграммы, короткие, остроумные, нахальные, точные и также самоиронические стихи.
Его сатирическая пьеса 1772 года «Kierlighed uden Strømper» («Любовь без Чулок»), изданная с эпилогом в 1774 году, — родовая пародия на неоклассическую трагедию. Действие происходит в ежедневной обстановке банальных конфликтов, но соблюдает формальные правила «высокого стиля» и приемы французской классицистской трагедии и итальянской оперы. Премьера её состоялась в Королевском театре 26 марта 1773 года.
Другая его комедия — «Anno 7603», написанная в 1781 году, являет собой один из первых примеров путешествия во времени в беллетристике.